# Хвойка (приток Моломы)
Хвойка — река в России, протекает в Даровском районе Кировской области. Устье реки находится в 208 км по правому берегу реки Молома. Длина реки составляет 32 км, площадь водосборного бассейна 251 км².
Исток реки находится на Северных Увалах у нежилой деревни Липовская в 17 км к западу от села Красное (центр Лузянского сельского поселения). Река течёт на северо-восток, протекает деревни Гляденовская, Катюшенки, Хвойская и несколько нежилых. Впадает в Молому ниже деревни Кривецкая.

## Притоки (км от устья)
- 8,9 км: Северная (лв)
- 22 км: Середняя (лв)

## Данные водного реестра
По данным государственного водного реестра России относится к Камскому бассейновому округу, водохозяйственный участок реки — Вятка от города Киров до города Котельнич, речной подбассейн реки — Вятка. Речной бассейн реки — Кама.
По данным геоинформационной системы водохозяйственного районирования территории РФ, подготовленной Федеральным агентством водных ресурсов:
- Код водного объекта в государственном водном реестре — 10010300312111100035492
- Код по гидрологической изученности (ГИ) — 111103549
- Код бассейна — 10.01.03.003
- Номер тома по ГИ — 11
- Выпуск по ГИ — 1